# Cessation de paiements
La cessation des paiements est le statut juridique d'une personne physique ou d'une personne morale qui ne peut pas rembourser ses dettes parvenues à échéances (passif exigible) avec ses liquidités (actif disponible). Dans la plupart des juridictions, la cessation de paiements est imposée par une ordonnance pénale, souvent initiée par le débiteur et prononcée par le tribunal. La cessation des paiements correspond à un état, parfois momentané, d'illiquidité. Cet état doit être distingué de celui d'insolvabilité, dans lequel l'ensemble du passif est supérieur à l'ensemble des actifs, de telle sorte que la situation est définitive.

## Contenu de la notion de cessation de paiements

### Définition
La cessation de paiement est une situation financière que traverse une personne morale, notamment une entreprise, pendant laquelle elle est dans une impossibilité de s’acquitter de ses dettes arrivées à échéance avec ses ressources propres. Dans le langage courant, le mot faillite est utilisé pour évoquer la cessation de paiements. Cependant, une distinction est à faire entre ces deux notions car la cessation de paiements peut être momentanée contrairement à la faillite qui est définitive.
L'état de cessation de paiement doit être constaté. En France, selon l'article 3 de la loi du 25 janvier 1985 : « la procédure de redressement judiciaire est ouverte à toute entreprise qui est dans l'impossibilité de faire face au passif exigible avec son actif disponible. » Des appréciations doivent être faites d'abord sur le passif exigible, et ensuite sur l'actif disponible :
- le passif exigible ne recouvre pas le passif patrimonial (les dettes du patrimoine). Il ne prend en compte que la partie des éléments du passif du bilan visant les dettes dont le paiement est requis immédiatement. il vise donc les dettes de l'entreprise, quelles que soient leur nature civile ou commerciale, dès lors qu'elles sont :
  - certaine (dont l'existence est actuelle et incontestable),
  - liquides (dont la valeur est déterminée ou déterminable),
  - et exigibles (dont le terme est échu même si les tiers créanciers n'ont rien réclamé) ;
- l'actif disponible est également à distinguer de l'actif patrimonial et n'inclut qu'une partie des éléments figurant à l'actif du bilan, à savoir :
  - l'actif liquide (qui correspond aux sommes en caisse, aux soldes créditeurs provisoires des comptes bancaires à vue, aux effets de commerce à vue, aux réserves de crédits ou aux moratoires accordés) par les créanciers,
  - et l'actif réalisable immédiatement (c'est-à-dire convertible en argent qui correspond aux effets de commerce escomptables, aux valeurs mobilières cotées rapidement réalisables).

### L'évolution de la notion
La date de cessation de paiements est fixée par le tribunal. À défaut, elle correspond au jour du jugement d'ouverture de la procédure.
La date de cessation de paiements peut être reportée : en se référant à l'arrêt no 13-11509 du 28 janvier 2014, la chambre commerciale de la Cour de cassation confirme le délai d'un an pour le report de la date de cessation des paiements.
Lorsqu'une entreprise se trouve en situation de cessation de paiements, elle doit effectuer une déclaration de cessation de paiements appelée « dépôt de bilan », auprès du tribunal de commerce ou du tribunal de grande instance dans les 45 jours suivant la date de cessation des paiements. Seul le représentant légal de l'entreprise, ou le débiteur personne physique est habilité à effectuer cette déclaration. Il peut cependant être remplacé par une personne de son choix à condition que cette dernière soit munie d'une procuration nominative. La déclaration émanant d'un gérant de fait ou d'un conjoint collaborateur sera refusée.

### La preuve
La preuve d'une demande de jugement de déclaration de cessation de paiements doit s'appuyer sur des éléments chiffrés et fiables. Dans l'hypothèse où c'est l'un des créanciers qui entame des démarches pour l'ouverture d'une procédure de redressement judiciaire, c'est à lui qu'incombe d'apporter la preuve qui montre que l'entreprise est en situation de cessation de paiements.

### Les actes antérieurs à la cessation de paiements
En France, l'article L.632-2 du Code de commerce apporte un éclairage sur l'hypothèse des actes antérieurs : « les paiements pour dettes échues effectuées à compter de la date de cessation des paiements et leurs actes à titre onéreux accomplis à compter de cette même date peuvent être annulés si ceux qui ont traité avec le débiteur ont eu connaissance de la cessation des paiements. Tout avis à tiers détenteur, toute saisie attribution ou toute opposition peut également être annulé lorsqu'il a délivré ou pratiqué par un créancier à compter de la date de cessation des paiements et en connaissance de celle-ci ». Cette disposition reconnait donc la possibilité d'annuler les actes translatifs à titre gratuit.

## Les entreprises pouvant faire l'objet d'une cessation des paiements
Peuvent faire l'objet d'une cessation des paiements les personnes suivantes :
- toute personne physique exerçant une activité soit commerciale (commerçant immatriculé ou non), soit artisanale, soit libérale, soit agricole ;
- toute personne physique ayant la qualité d'entrepreneur individuel ;
- toute personne morale de droit privé, dont principalement les sociétés (unipersonnelles[2] ou pluripersonnelles[3]) commerciale, les sociétés civiles, les groupements d'intérêt économique, les établissements de crédit.

## Les personnes exemptées
La cessation des paiements ne peut pas être appliquée aux personnes suivantes :
- les particuliers en cours de procédure de surendettement ;
- les établissements de crédits (ou plus rarement « de crédit » au singulier) ;
- les personnes visées par l'extension d'une procédure collective déjà ouverte vis-à-vis d'une société.